# Дюплесси-Морне, Филипп
Филипп Дюплесси-Морне (фр. Philippe Duplessis-Mornay, Philippe de Mornay, Seigneur du Plessis–Marly, Philippe Mornay Du Plessis; 15 ноября 1549 — 11 ноября 1623) — французский политический деятель, дипломат, один из ближайших сподвижников Генриха Наваррского. Современники называли его «гугенотским папой». Дюплесси-Морне являлся одним из монархомахов — публицистов и политических теоретиков времён европейских религиозных войн, выступавших против абсолютной монархии.

## Биография
Своим строго-католическим отцом предназначался к духовному сану, но после смерти отца перешёл в протестантизм, в котором тайно воспитывался матерью.
После путешествия по Италии, Германии, Голландии и Англии в 1575 году поступил на службу Генриха Наваррского (будущего французского короля Генриха IV) и оказал ему много услуг во время войны с Лигой. В 1593 году, из-за оппозиции против перехода Генриха в католицизм, впал в немилость. Дюплесси-Морне основал в городе Сомюр первую во Франции протестантскую академию.

## Труды
- «Derinstitution de l’eucharistie» (1598)
- «Mémoires etcorrespondance» (1624; нов. изд. Париж, 1824)

Наиболее вероятный автор трактата Vindicae contra Tyrannos, опубликованного в Базеле в 1579 году и являющегося классикой монархомахической традиции.